# North Bay Railway
| North Bay Railway                              | North Bay Railway |
| ---------------------------------------------- | ----------------- |
| Neptune begegnet Triton am Bahnhof Beach, 2006 |                   |
| Streckenverlauf, 2013                          |                   |
| Streckenlänge:                                 | 1,4 km            |
| Spurweite:                                     | 508 mm            |
|                                                |                   |

Die North Bay Railway (NBR) ist eine Parkeisenbahn in Scarborough, North Yorkshire, England. Sie wurde 1931 mit einer Spurweite von 20 Zoll (508 mm) und einer Länge von 1,4 km (⅞ Meilen) zwischen Peasholm Park und Scalby Mills an der North Bay erbaut.

## Eröffnung
Die feierliche Eröffnung fand am 23. Mai 1931 statt. Der Vorsitzende des North Side Development Committee, Alderman Whitehead, händigte dabei dem Bürgermeister von Scarborough, Alderman J.W. Butler, die Lokomotive Neptun für dessen Entertainments Department aus. Er hielt dabei folgende kurze Rede:
„Im Auftrag der Nationalgewerkschaft der Lokomotivführer, Techniker und anderer überreiche ich Ihnen, als dem ersten Lokführer der North Bay Railway Lok die Zeichen Ihrer Würde, eine Ölkanne und einen Putzlappen.“ (On behalf of the National Union of Drivers, Engineers and others, I have to present you, the first driver of the North Bay Railway Engine, with your insignia of office, your oil can and your 'sweat rag'.)
Der Bürgermeister bekam eine Lokführermütze, eine mit einem blauen Band geschmückte Ölkanne und einen Lappen, bevor er den Zug non-stop nach Scalby Mills fuhr, wo die Lok ans andere Ende des Zuges umgesetzt wurde, um die Rückfahrt anzutreten.

## Zweiter Weltkrieg
Wührend des  Zweiten Weltkrieges war die Eisenbahn nicht in Betrieb, weil sie in der Küstenverteidigungszone lag. Der letzte Zug fuhr am 6. Juli 1940, und die Bahnlinie blieb bis zum Osterwochenende 1945 außer Betrieb. Die Stationstafeln in Peasholm und Scalby Mills sowie die am Stellwerk von Peasholm wurden aus Sicherheitsgründen entfernt. Der Tunnel unter den Gärten der Northstead Manor wurde als Lager für die Musikinstrumente der Royal Naval School of Music genutzt, die damals im Norbreck Hotel untergebracht war.

## Lokomotiven

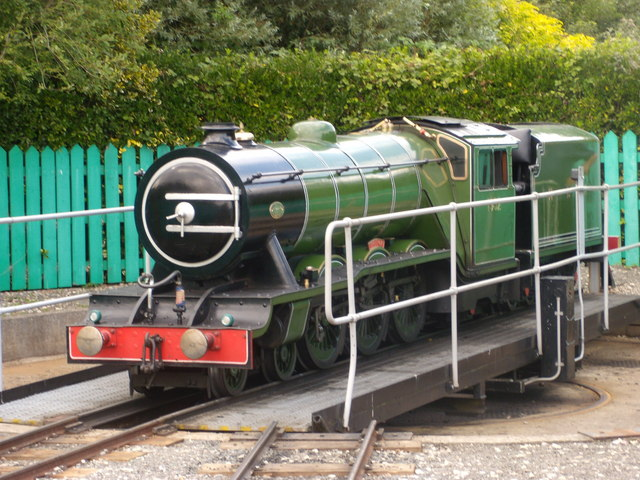
'Triton' auf der Drehscheibe bei Scalby Mills

Die vier Lokomotiven wurden alle vom selben Hersteller produziert. Die ersten beiden gehörten anfangs dem Scarborough Borough Council und wurden an die Betreiberfirma verleast. Die anderen gehörten der Betreiberfirma und wurden ursprünglich im Golden Acre Park von Leeds eingesetzt. Nach dessen Schließung fanden sie vorübergehend Verwendung in Morcambe, Kilverstone und im Woburn Safari Park Verwendung. Sie waren bei der Cleethorpes Coast Light Railway eingelagert, bevor sie im Dezember 2006 nach Scarborough gebracht wurden.

## Fahrzeuge
Die Eisenbahn wurde von Robert Hudson Ltd. aus Leeds 1931 mit vierachsigen Drehgestellwagen ausgerüstet und weitere wurden 1932 geliefert. Ihre Rahmen sind nach wie vor in Betrieb, aber der Aufbau wurde mehrfach erneuert. 1960 wurden sie in die damals üblichen „Toast-Rack“-Wagen umgebaut. 1991 wurden der Aufbau nochmals erneuert und bereits 1998 aus glasfaserverstärktem Kunststoff als halboffene Salons ohne Fenster und ohne Türen generalüberholt. Acht von diesen ursprünglich zehn Wagen sind heute(2010) noch im Einsatz, einer wird in Scalby Mill ausgestellt und der Rahmen des letzten dient als Bauarbeiterzug. Zwei geschlossene Wagen wurden 2007 von den Rail Restorations North East Limited in Shildon beschafft wurden, die dafür die Rahmen von zwei in den 1930er Jahren hergestellten Wagen der Golden Acre Park Railway wiederverwendeten. Außerdem gibt es mehrere Baufahrzeuge.

## Bahnhöfe

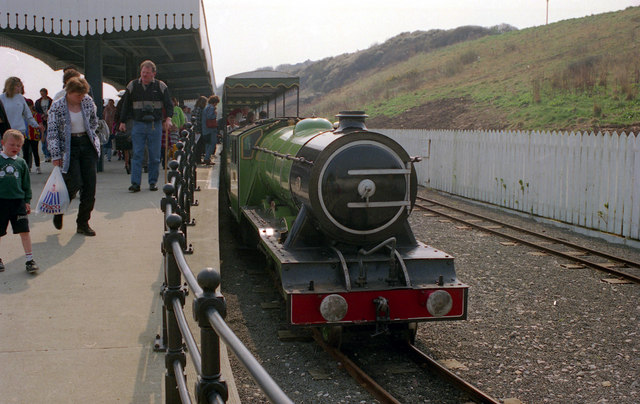
Bahnhof Scalby

Es gibt drei Bahnhöfe an der Strecke:
- Peasholm: Endbahnhof mit einem Einzelbahnsteig an dem an der Burniston Road gelegenen Eingang zu den Northstead Manor Gardens.Wendemöglichkeit für die Lokomotiven über eine Wendeschleife.
- Beach: Zwei versetzt angeordnete Einzelbahnsteige an einer Ausweichstelle. Derzeit nicht in Betrieb.
- Scalby Mills: Inselbahnsteig beim Scarborough Sea Life Centre. Wendemöglichkeit für die Lokomotiven über eine Drehscheibe, früher über eine teilweise in einem Tunnel gelegene Wendeschleife.

## Unfälle
In der zweiten Saison gab es am 10. Juli 1932 einen Frontalunfall beim Bahnhof Beach, bei der der Lokomotivführer Herbert Carr im Alter von 25 Jahren getötet und 31 Fahrgäste verletzt wurden. Einen weiteren Frontalunfall gab es am 23. August 1948, bei dem 9 Personen verletzt wurden.

## Privatisierung
Am 30. März 2007 übernahm die North Bay Railway Company Limited formell den Betrieb. Zuvor war sie im Besitz und im Betrieb des Scarborough Borough Council.

## Tabelle der Lokomotiven
| Nummer | Name       | Farbgebung              | Typ                                   | Achsfolge | Hersteller        | Baujahr | Zustand        | Bemerkungen                 |
| ------ | ---------- | ----------------------- | ------------------------------------- | --------- | ----------------- | ------- | -------------- | --------------------------- |
| 1931   | Neptune    | Braunschweigisches Grün | Diesel-hydraulisch im Dampflok-Design | 4-6-2     | Hudswell Clarke   | 1931    | Betriebsbereit |                             |
| 1932   | Triton     | Apfelgrün               | Diesel-hydraulisch im Dampflok-Design | 4-6-2     | Hudswell Clarke   | 1932    | Betriebsbereit |                             |
| 1933   | Poseidon   | BR Experimental-Blau    | Diesel-hydraulisch im Dampflok-Design | 4-6-2     | Hudswell Clarke   | 1933    | Betriebsbereit | Früherer Name: May Thompson |
| 570    | Robin Hood | Metropolitan Rot        | Diesel-hydraulisch im Dampflok-Design | 4-6-4     | Hudswell Clarke   | 1932    | Betriebsbereit |                             |
| -      | Georgina   | Apfelgrün               | Dampflok                              | 0-4-0     | North Bay Railway | 2016    | Betriebsbereit |                             |